# Бассетт, Коул
Ко́ул Джон Ба́ссетт (англ. Cole John Bassett; 28 июля 2001, Литлтон, Колорадо) — американский футболист, полузащитник клуба MLS «Колорадо Рэпидз».

## Клубная карьера
Начал карьеру в футбольной академии клуба «Колорадо Раш». В 2017 году перешёл в академию «Колорадо Рэпидз». 10 августа 2018 года подписал первый в карьере профессиональный контракт.
В основном составе «Колорадо Рэпидз» дебютировал 8 сентября 2018 года в матче MLS против «Портленд Тимберс», став самым молодым игроком в истории клуба (на тот момент ему было 17 лет и 42 дня; в 2019 году это достижение побил Себастиан Андерсон). 28 октября 2018 года забил свой первый гол за «Рэпидз» в матче MLS против «Далласа», став самым молодым автором гола в истории клуба. 23 августа 2019 года Бассетт был отдан в аренду клубу Чемпионшипа ЮСЛ «Колорадо-Спрингс Суитчбакс».
20 января 2022 года перешёл на правах аренды в нидерландский «Фейеноорд» на полтора сезона с опцией выкупа.
13 августа 2022 года «Колорадо Рэпидз» отозвал Бассетта из «Фейеноорда» и отдал в аренду другому нидерландскому клубу «Фортуне» до конца сезона Эредивизи 2022/23.
18 ноября 2022 года он был отозван из «Фортуны». 9 января 2024 года Бассетт продлил контракт с «Колорадо Рэпидз» на четыре года, до конца сезона 2027.

## Карьера в сборной
30 ноября 2020 года Бассетт был впервые вызван в сборную США на товарищеский матч со сборной Сальвадора. Но в матче, состоявшемся 9 декабря, не был задействован, оставшись на скамейке запасных.
18 декабря 2021 года дебютировал за сборную США в товарищеском матче против сборной Боснии и Герцеговины, в котором, выйдя на замену вместо Джордана Морриса на 78-й минуте, на 89-й минуте забил гол.

## Статистика выступлений
| Клуб                       | Сезон            | Лига             | Лига | Лига | Кубок | Кубок | Прочие | Прочие | Итого | Итого |
| Клуб                       | Сезон            | Дивизион         | Игры | Голы | Игры  | Голы  | Игры   | Голы   | Игры  | Голы  |
| -------------------------- | ---------------- | ---------------- | ---- | ---- | ----- | ----- | ------ | ------ | ----- | ----- |
| Колорадо Рэпидз            | 2018             | MLS              | 6    | 1    | 0     | 0     | -      | -      | 6     | 1     |
| Колорадо Рэпидз            | 2019             | MLS              | 20   | 2    | 1     | 0     | -      | -      | 21    | 2     |
| Колорадо Рэпидз            | 2020             | MLS              | 14   | 5    | -     | -     | 1      | 0      | 15    | 5     |
| Колорадо Рэпидз            | 2021             | MLS              | 32   | 5    | -     | -     | 1      | 0      | 33    | 5     |
| Колорадо-Спрингс Суитчбакс | 2019             | USLC             | 1    | 0    | -     | -     | -      | -      | 1     | 0     |
| Фейеноорд                  | 2021/22          | Эредивизи        | 7    | 0    | -     | -     | -      | -      | 7     | 0     |
| Фейеноорд                  | 2022/23          | Эредивизи        | 1    | 0    | -     | -     | -      | -      | 1     | 0     |
| Фортуна Ситтард            | 2022/23          | Эредивизи        | 10   | 0    | 1     | 1     | -      | -      | 11    | 1     |
| Колорадо Рэпидз            | 2023             | MLS              | 25   | 6    | -     | -     | 2      | 0      | 27    | 6     |
| Колорадо Рэпидз            | 2024             | MLS              | 1    | 0    | -     | -     | -      | -      | 1     | 0     |
| Всего за карьеру           | Всего за карьеру | Всего за карьеру | 117  | 19   | 2     | 1     | 4      | 0      | 123   | 20    |